# Jack Whitney
Jack Whitney (Iowa, 21 febbraio 1905 – San Diego, 2 novembre 1992) è stato un effettista statunitense e ingegnere del suono.
Vincitore dell'Oscar ai migliori effetti speciali per gli effetti audio per il film Il ladro di Bagdad, e dell'Oscar al miglior sonoro per il film Lady Hamilton, è stato nominato altre sei volte nella categoria Miglior sonoro.

## Riconoscimenti
L'anno si riferisce all'anno della cerimonia di premiazione.
- 1941
  - Oscar ai migliori effetti speciali insieme a Lawrence W. Butler per Il ladro di Bagdad (The Thief of Bagdad)[1]
  - Candidato Oscar al miglior sonoro insieme alla General Service Sound Department per Quelli della Virginia (The Howards of Virginia)[1]
- 1942
  - Oscar al miglior sonoro insieme alla General Service Sound Department per Lady Hamilton (That Hamilton Woman)[2]
- 1943
  - Candidato Oscar al miglior sonoro insieme alla Sound Service Inc. per Amichevole rivalità (Friendly Enemies)[3]
- 1944
  - Candidato Oscar al miglior sonoro insieme alla Sound Service Inc. per Anche i boia muoiono (Hangmen Also Die!)[4]
- 1945
  - Candidato Oscar al miglior sonoro insieme alla General Service per Avvenne domani (It Happened Tomorrow)[5]
- 1946
  - Candidato Oscar al miglior sonoro insieme alla General Service per L'uomo del Sud (The Southerner)[6]
- 1948
  - Candidato Oscar al miglior sonoro insieme alla Sound Service Inc. per T-Men contro i fuorilegge (T-Men)[7]